# Jezero (Bosna a Hercegovina)
Jezero (v srbské cyrilici Језеро) je město v Bosně a Hercegovině. Nachází se východně od města Mrkonjić Grad a západně od města Jajce ve střední Bosně. Svůj název má podle Velkého plivského jezera, v jehož bezprostřední blízkosti se nachází. Je rovněž sídlem stejnojmenné opštiny, do které spadají některé další obce.

## Historie
Obec vznikla v místě, kudy procházely obchodní stezky již v antice a později ve středověku.
V blízkosti dnešní obce se v minulosti na vrcholu Vaganj nacházela pevnost. První připomínka pevnosti je z roku 1492. O několik desítek let dříve byl připomínán i klášter, který se zde v minulosti nacházel. V jeho blízkosti existovala také turecká pevnost Gol Hisar.
Z administrativního hlediska vznikla současná po válce z částí původního území města Jajce, které se nacházely po roce 1995 a podpisu Daytonské dohody na území Republiky srbské. Na počest této obce je pojmenován kráter Jezero na Marsu.
V obci se nachází pravoslavný kostel zasvěcený knížeti Lazarovi a bývalé nádraží úzkorozchodné železnice, která tudy procházela do 70. let 20. století.

## Obyvatelstvo
V roce 2013 zde dle bosenského sčítání lidu žilo 702 obyvatel. Většina z nich je srbské národnosti.

## Doprava
Obcí prochází silnice Jajce–Mrkonjić Grad. V minulosti tudy vedla také úzkorozchodná dráha.